# The Late Late Show with James Corden
The Late Late Show with James Corden fue un programa de televisión estadounidense de conversación nocturna, presentado por el presentador de televisión británico James Corden en CBS, siendo la cuarta encarnación de The Late Late Show. El programa fue estrenado el 23 de marzo de 2015, seguido por la salida del hasta entonces conductor, Craig Ferguson, a fines del 2014, tras una década al frente del show. Corden fue anunciado como nuevo presentador el 9 de septiembre de 2014.
Corden dijo estar "honrado" de conducir "un programa tan prestigioso".
El programa se realiza en la ciudad de Los Ángeles.
El 12 de diciembre de 2014, CBS confirmó a parte del equipo que conforma el nuevo programa, entre ellos, Rob Crabbe como productor ejecutivo, Mike Gibbons como coproductor ejecutivo y director de guiones, Sheila Rogers como productora supervisora, Josie Cliff como productor y a Reggie Watts como líder de la banda del programa. 
Este es el primer Late Late Show en contar con una banda musical en vivo.
Con James Corden, llegaron modificaciones en el guion y nuevos segmentos en el programa como Carpool Karaoke,  Drop the Mic o Spill your guts or fill your guts, que se han hecho virales a nivel mundial. El éxito de estas secciones del programa han llevado a los productores a crear un programa aparte de cada segmento: Carpool Karaoke (en Apple Music) y Drop the Mic (en TNT).
En abril de 2022, Corden anunció que abandonará la conducción del programa a mediados de 2023. El último programa fue emitido el 27 de abril de 2023, finalizando así también, la franquicia The Late Late Show, después más de dos décadas.
Según una publicación de Los Angeles Magazine, el término se debió, en gran parte, por el costo de producción, $65 millones de dólares al año, versus una ganancia de aproximadamente $45 millones de dólares al año, algo que se haría insostenible con el tiempo, si no se realizaban recortes del sueldo de Corden y/o del personal.